# Zygomaticotemporális varrat

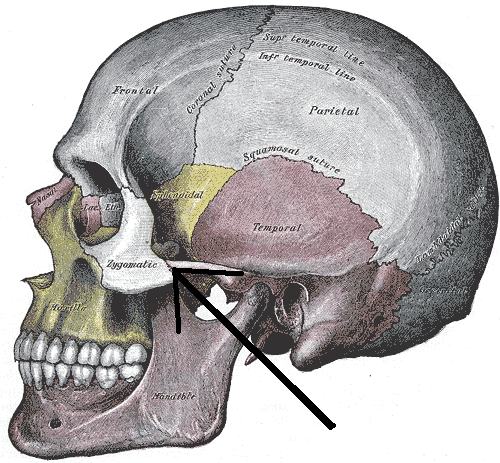
A koponya látható oldalról és a nyíl rámutat a zygomaticotemporális varratra

A zygomaticotemporális varrat vagy  temporozygomatikus varrat (magyarul járomcsonti-halántékcsonti varrat, latinul sutura temporozygomatica) egy apró, mindössze 1 cm hosszúságú koponyavarrat a járomcsontok (os zygomaticum) és a halántékcsontok (os temporale) között.